# Базисное
Ба́зисное — село в Шимановском районе Амурской области, Россия.
Входит в Петрушинский сельсовет.
Основано в 1912 году. Ранее было перевалочным пунктом для грузов, направляемых на золотые прииски.

## География
Село Базисное стоит на реке Белава (Белава, сливаясь с рекой Пёра, образуют Большую Пёру).
Село Базисное расположено в 14 км к северу от города Шимановск, на федеральной трассе Чита — Хабаровск.
Расстояние до административного центра Петрушинского сельсовета села Петруши — 10 км (на юг).
На северо-восток от села Базисное идёт автодорога на реку Зея, к сёлам Кухтерин Луг, Ураловка и Аяк.

## Население
| 2002 | 2010 | 2012 | 2013 | 2014 | 2015 | 2016 |
| ---- | ---- | ---- | ---- | ---- | ---- | ---- |
| 124  | ↘117 | ↗121 | ↗124 | ↘121 | ↘111 | ↗114 |
| 2017 | 2018 |      |      |      |      |      |
| ↘113 | ↘110 |      |      |      |      |      |